# Cmentarz wojenny nr 168 – Kowalowa
Cmentarz wojenny nr 168 – Kowalowa – cmentarz z I wojny światowej, zaprojektowany przez Heinricha Scholza znajdujący się we wsi Kowalowa w powiecie tarnowskim, w gminie Ryglice. Jeden z ponad 400 zachodniogalicyjskich cmentarzy wojennych zbudowanych przez Oddział Grobów Wojennych C. i K. Komendantury Wojskowej w Krakowie. Należy do VI Okręgu Cmentarnego Tarnów.

## Opis
Cmentarz znajduje się przy drodze z Kowalowej do Lubczy. Cmentarz ma kształt wielokąta o powierzchni 366 m².

Ogrodzony betonowymi słupkami połączonymi drewnianymi przęsłami. Centralnym pomnikiem jest betonowy wysoki krzyż łaciński na kwadratowym cokole. Na mogiłach na betonowych cokolikach listowe krzyże żeliwne łacińskie i lotaryńskie. Tabliczki imienne emaliowane.

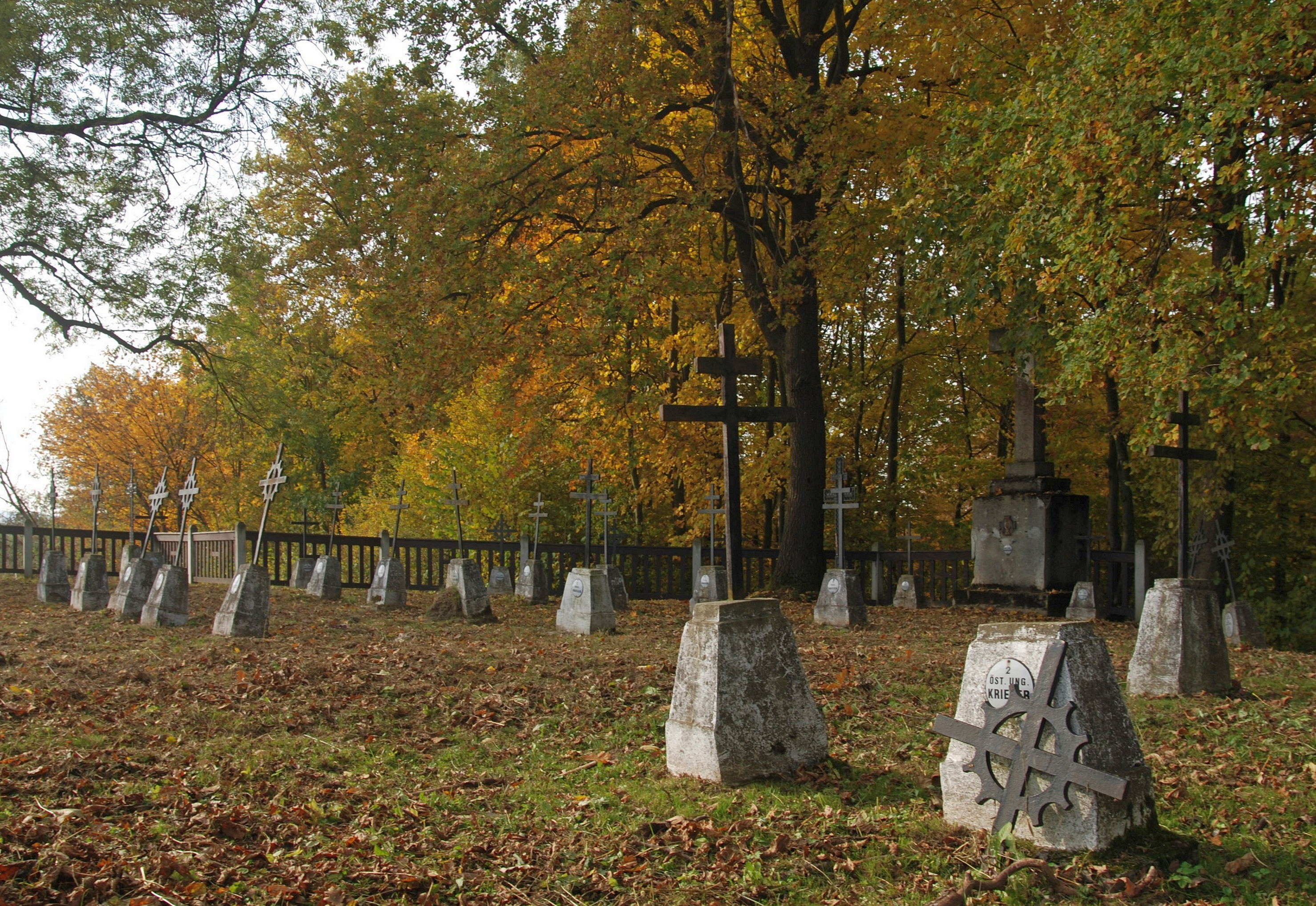
Widok ogólny od strony północnej
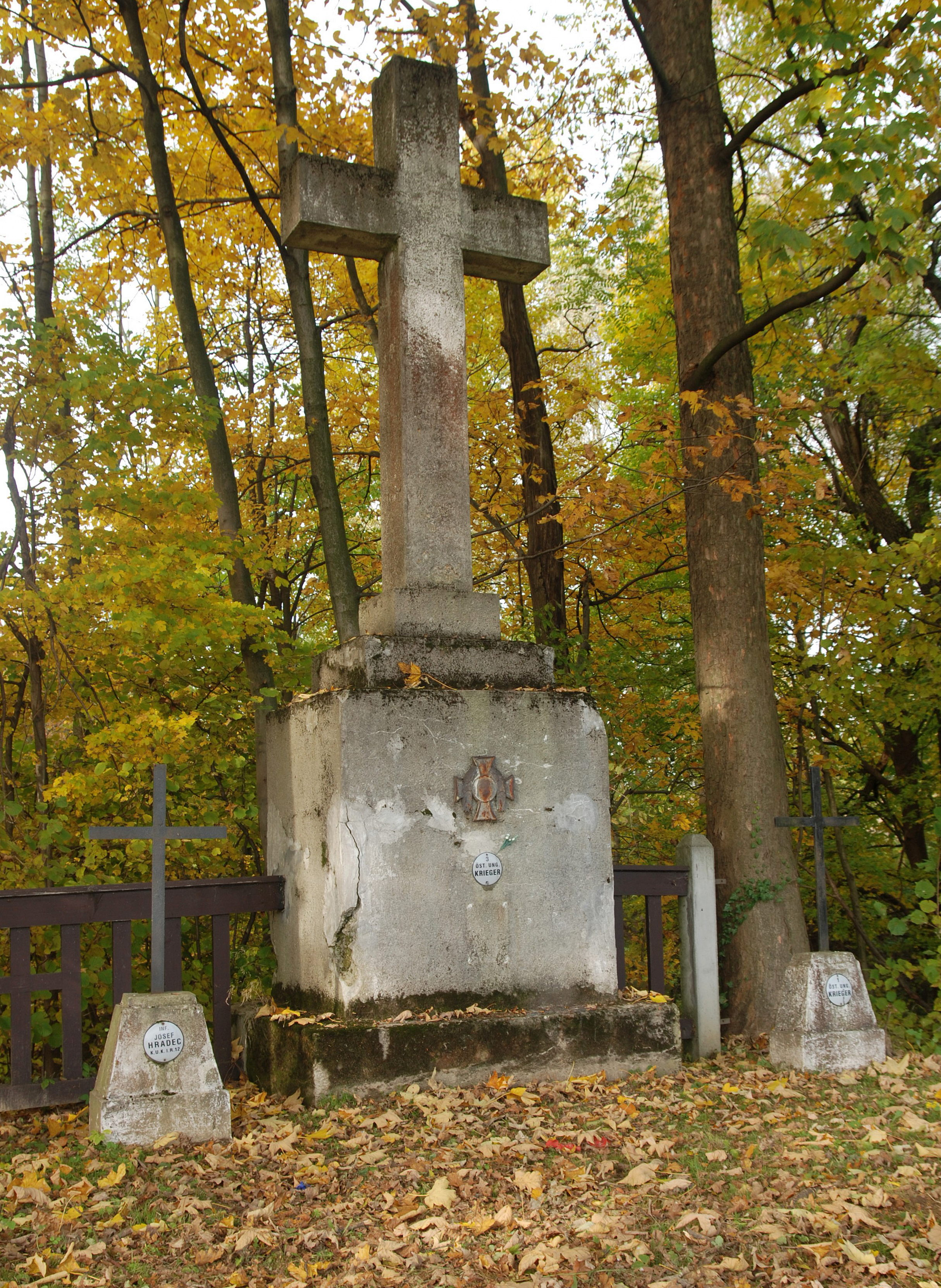
Pomnik centralny
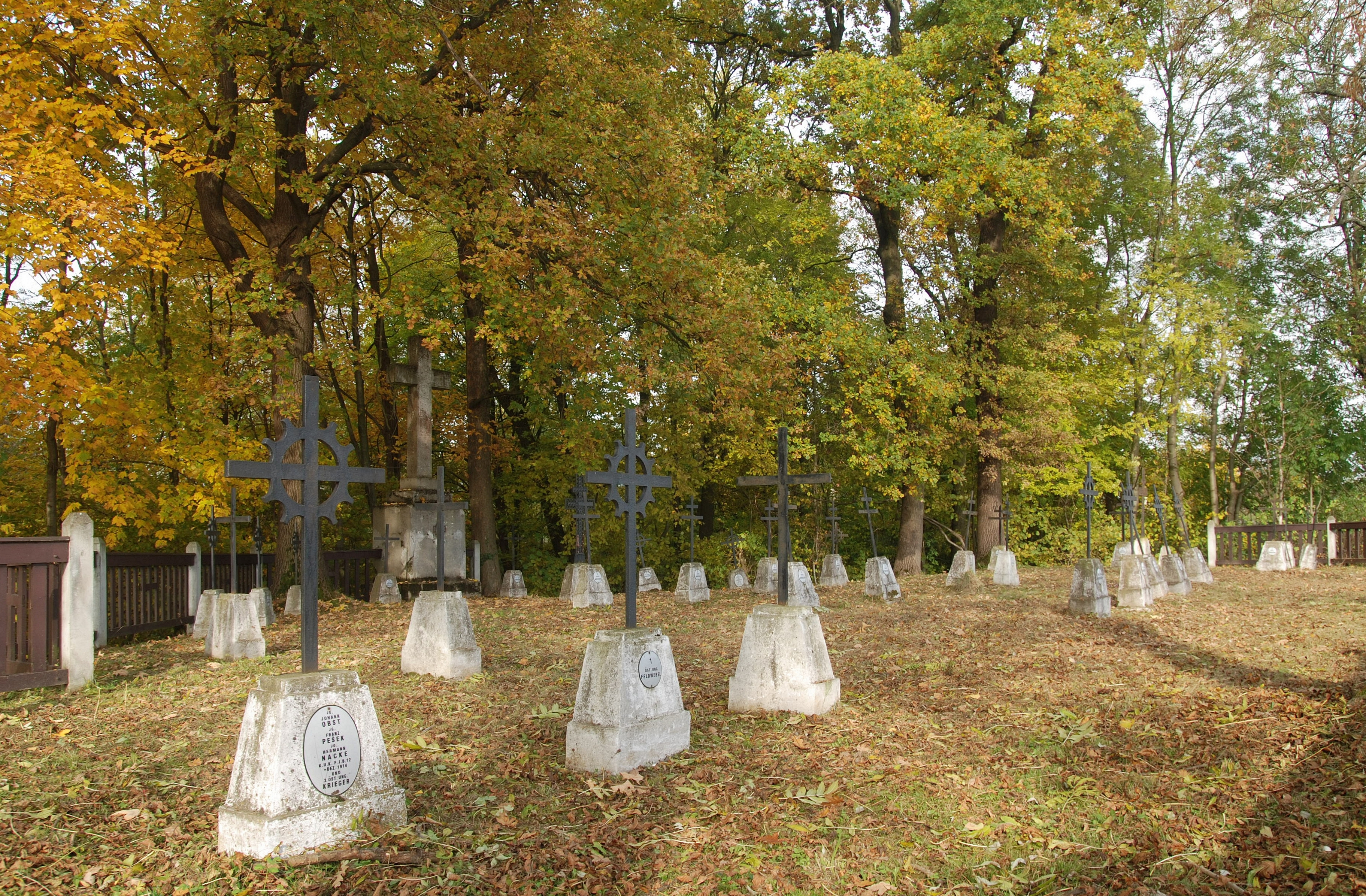
Fragment cmentarza

Na cmentarzu jest pochowanych 143 żołnierzy w sześciu grobach zbiorowych oraz 75 pojedynczych poległych w dniach 13–19 grudnia 1914 roku oraz 3–4 maja 1915 roku:
- 84 żołnierzy austro-węgierskich m.in. z 12 Pułk Piechoty Austro-Węgier, 17 Pułk Piechoty Austro-Węgier,
- 59 żołnierzy rosyjskich.

W 2005 przeprowadzono remont kapitalny cmentarza ze środków państwowych.

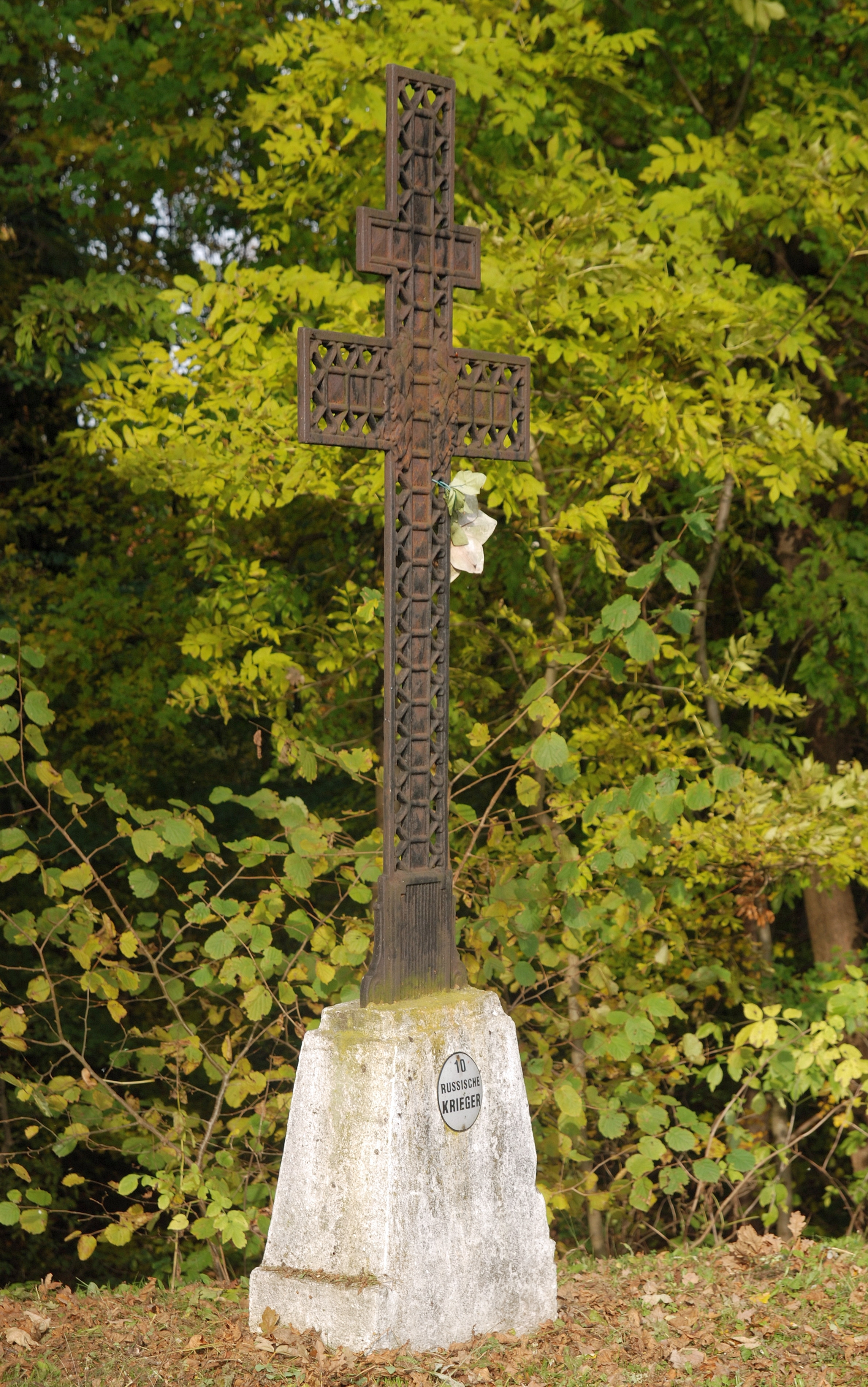
Rosyjski krzyż Ludwiga
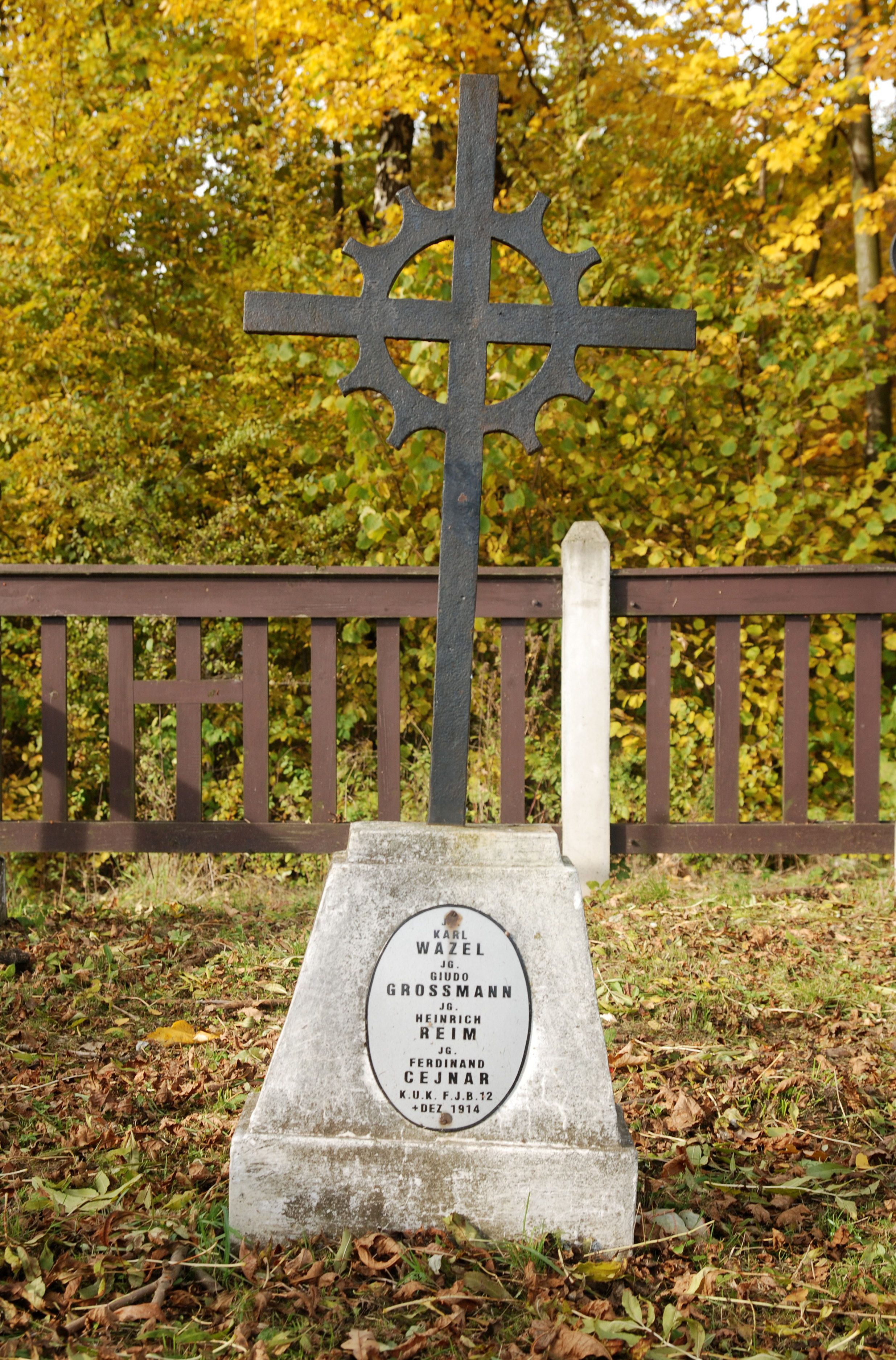
Krzyż łaciński Mayra
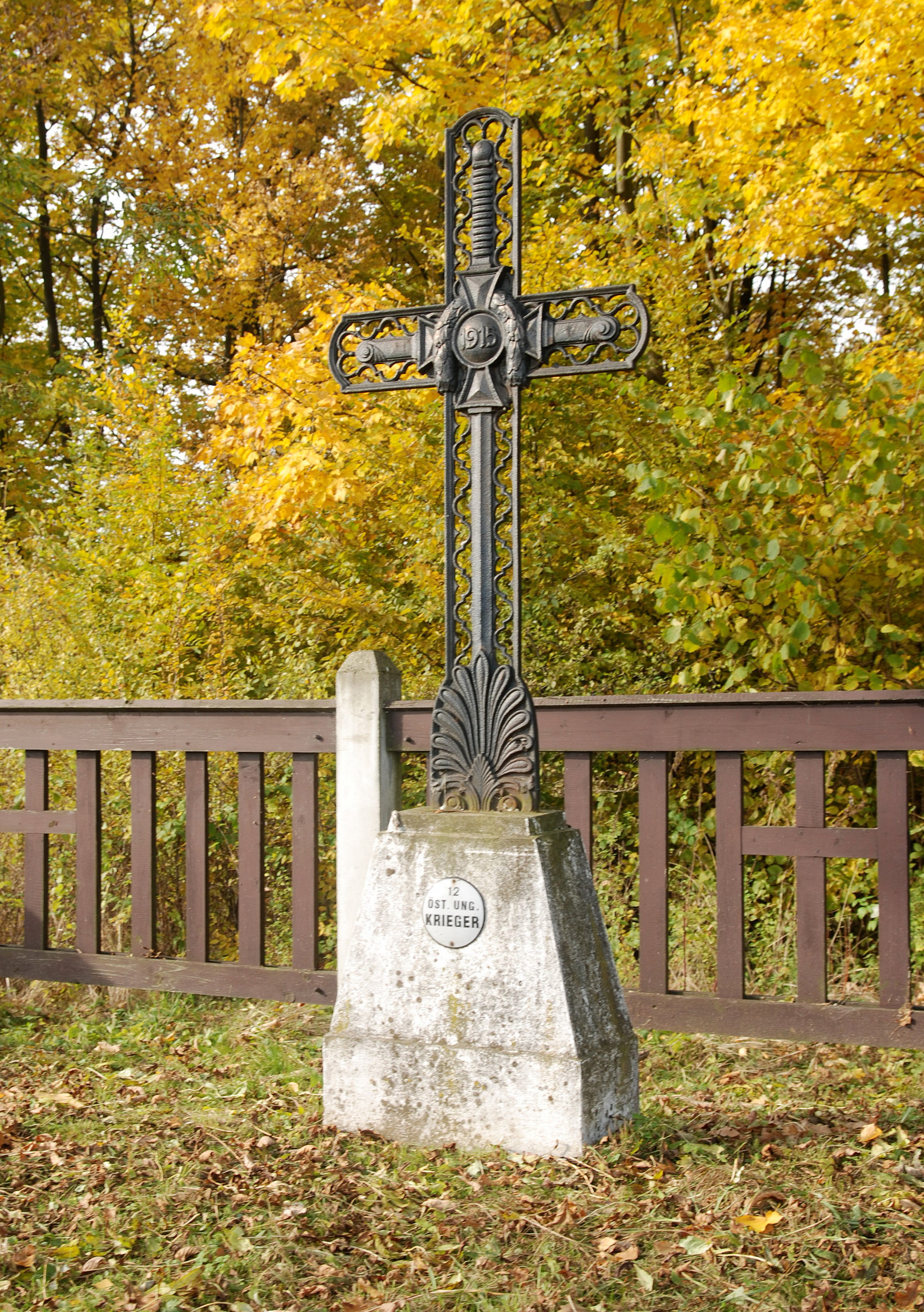
Austriacki krzyż Ludwiga